# 230631 Justino
230631 Justino este o planetă minoră (asteroid) din centura de asteroizi. A fost descoperită pe 18 iunie 2003 la Observatorio de Sierra Nevada⁠(d) de Alfredo Sota⁠(d). 
Obiectul prezintă o orbită caracterizată de o semiaxă mare de 2,6436991115951 UAi, o excentricitate de 0,15, o înclinație de 5,8 ° în raport cu ecliptica.